# Retrato de una niña pequeña
Retrato de una niña pequeña o El vestido de encaje es un cuadro de la pintora estadounidense Mary Cassatt de 1879. En formato vertical, este óleo impresionista sobre lienzo es un retrato de medio cuerpo de una niña rubia de dos o tres años, con un vestido de verano sin mangas y sombrero a juego blancos frente a un fondo amarillo, que resalta las tonalidades blancas del atuendo y la piel de la niña ojerosa. La modelo es Odile Fèvre, sobrina de Edgar Degas. Donada por René Domergue en 1983, la obra se conserva en el Museo de Bellas Artes de Burdeos, en Burdeos, Francia.